# Call Me When You're Sober
"Call Me When You're Sober" este o piesă a formației americane Evanescence. A făst realizată pe 25 septembrie 2006 ca single de pe al doilea album al formației, The Open Door (2006).